# Myrmekiaphila comstocki
Myrmekiaphila comstocki är en spindelart som beskrevs av Bishop och Crosby 1926. Myrmekiaphila comstocki ingår i släktet Myrmekiaphila och familjen Cyrtaucheniidae. Inga underarter finns listade i Catalogue of Life.